# Андреевка (Жегаловское сельское поселение)
Андреевка — деревня в составе  Пурдошанского сельского поселения Темниковского района Республики Мордовия.

## География
Находится на расстоянии примерно 17 километров на северо-восток от районного центра города Темников.

## История
Упоминается с 1866 года, когда она была учтена как владельческая деревня Темниковского уезда из 6 дворов. Основана была в первой половине XIX века как местожительство рабочих Кондровской бумажной фабрики. Название по имени бывшего владельца Андрея Приклонского.

## Население
Постоянное население составляло 20 человек (русские 100%) в 2002 году, 8 в 2010 году .